# Circumflegrea

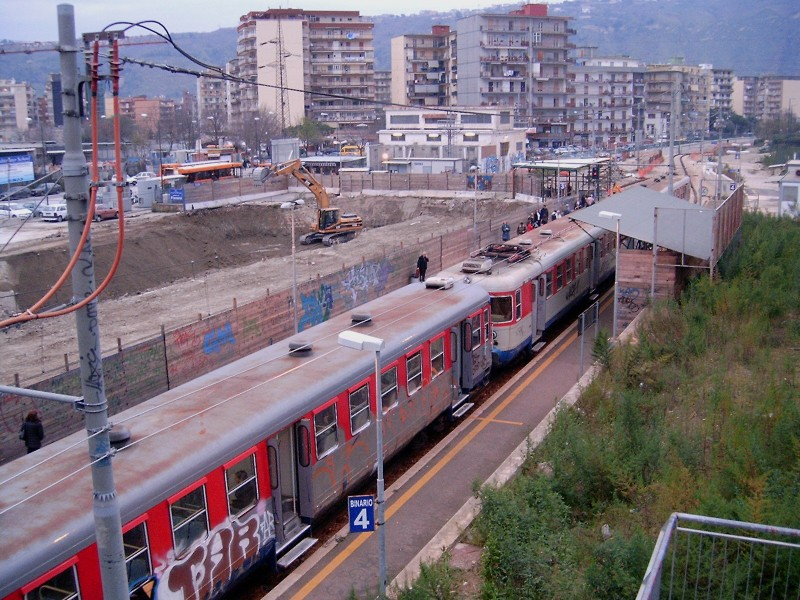
Pianura állomás

A Circumflegrea vasútvonalat a EAV vállalat üzemelteti, mely egyben a Ferrovia Cumana üzemeltetője is. A vasútvonal építése 1950-ben kezdődött Nápoly és Torregaveta között, a Campi Flegrei-n keresztül, mely után nevét is kapta. A vasútvonalat 1962-ben adták át a forgalomnak.
A vonal kb. 27-km hosszú, 18 megállóval a végállomásokon kívül:
- Montesanto - végállomás Nápoly belterületén
- Piave - Nápoly belterületén
- Soccavo - Nápoly belterületén
- Rione Traiano - Nápoly belterületén
- La Trencia - Nápoly belterületén
- Pianura - Nápoly belterületén
- Pisano - Nápoly belterületén
- Quarto Centro
- Quarto
- Quarto Officina
- Grotta del Sole
- Licola
- Marina di Licola
- Lido Fusaro
- Torregaveta – végállomás Bacoli területén